# Türkmən (Bərdə)
Türkmən è un comune dell'Azerbaigian situato nel distretto di Bərdə. Conta una popolazione di 1 241 abitanti.